# حالات الانتحار الجماعي في ألمانيا النازية عام 1945

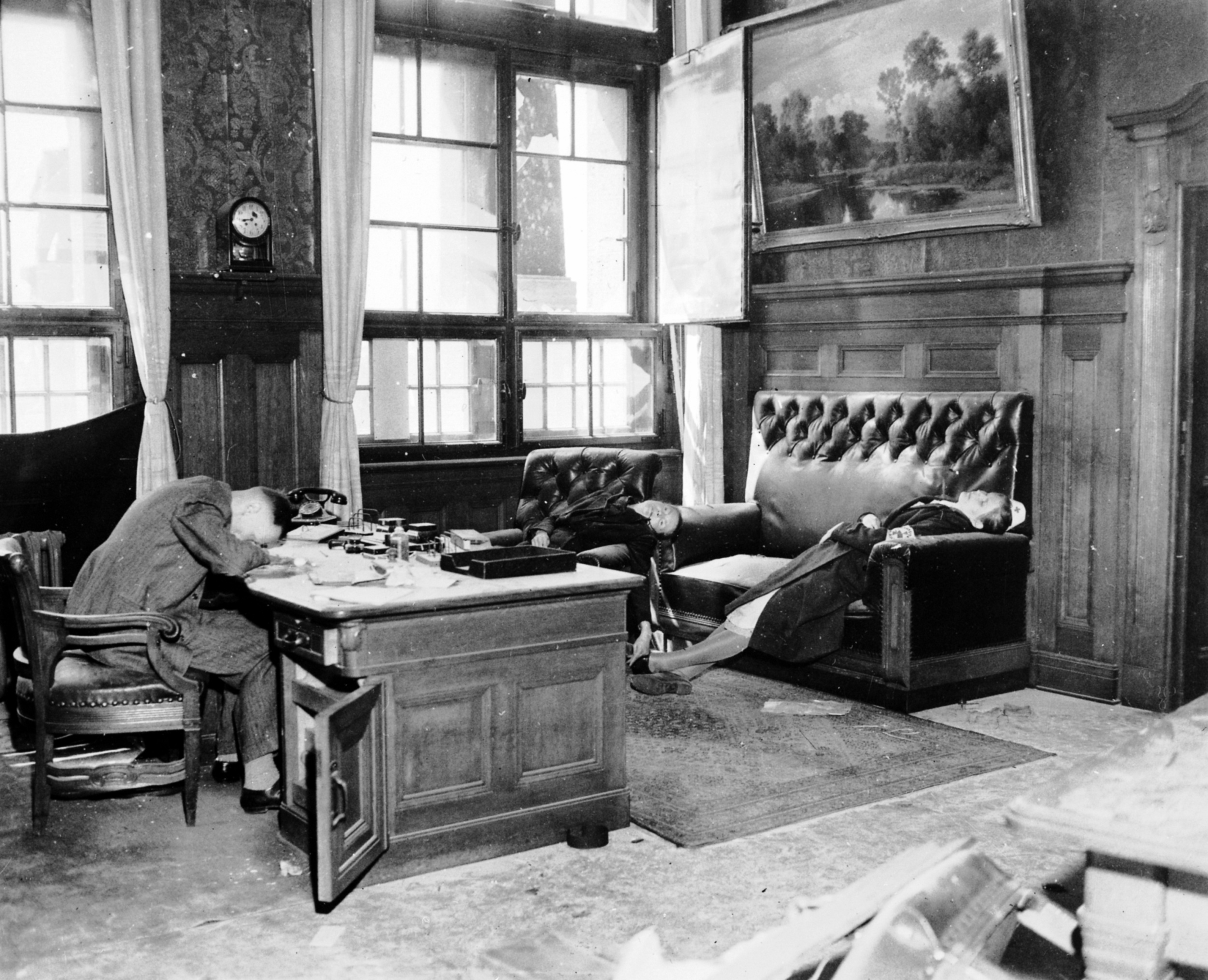
نائب عمدة لايبزيغ وزوجته وابنته ، الذين انتحروا في قاعة المدينة الجديدة بينما كانت القوات الأمريكية تدخل المدينة في 20 أبريل 1945.

خلال الأسابيع الأخيرة من الرايخ الثالث والحرب في أوروبا، انتحر العديد من المدنيين والمسؤولين الحكوميين والعسكريين في جميع أنحاء ألمانيا. بالإضافة إلى المسؤولين النازيين رفيعي المستوى مثل أدولف هتلر ويوزف غوبلز وهاينريش هيملر وفيليب بوهلر ومارتن بورمان، اختار كثيرون آخرون الانتحار بدلاً من قبول هزيمة ألمانيا. أظهرت الدراسات أن حالات الانتحار قد تأثرت من خلال الدعاية النازية (رد فعل على انتحار أدولف هتلر)، ومبادئ الحزب النازي، والانتقام المتوقع بعد احتلال الحلفاء لألمانيا النازية، وأهمها عامل صدمة. تجربة الاغتصاب الجماعي من قبل الجنود السوفيت. على سبيل المثال، في أبريل 1945، قام ما لا يقل عن 1000 ألماني بقتل أنفسهم وغيرهم في غضون 72 ساعة عندما اقترب الجيش الأحمر من مدينة دمين الألمانية الشرقية. في برلين وحدها تم الإبلاغ عن أكثر من 7000 حالة انتحار في عام 1945، معظمهم من النساء.
تم تحديد ثلاث فترات متميزة من حالات الانتحار بين يناير ومايو 1945 عندما قتل الآلاف من الألمان انفسهم. ذكرت مجلة الحياة أن: «في الأيام الأخيرة من الحرب، كان الإدراك الساحق للهزيمة المطلقة أكثر من اللازم بالنسبة للعديد من الألمان. لقد تم تجريدهم من الحراب والقنابل التي منحتهم القوة، ولم يتمكنوا من مواجهة عقاب الغزاة أمام ضمائر».  أشار الطبيب النفسي الألماني إريك مينينجر-ليرشنثال إلى وجود «انتحار جماعي منظم على نطاق واسع لم يحدث من قبل في تاريخ أوروبا. هناك حالات انتحار لا علاقة لها بالمرض العقلي أو بعض الانحراف الأخلاقي والفكري، ولكن في الغالب مع استمرار هزيمة سياسية ثقيلة والخوف من تحمل المسؤولية».

## الأسباب

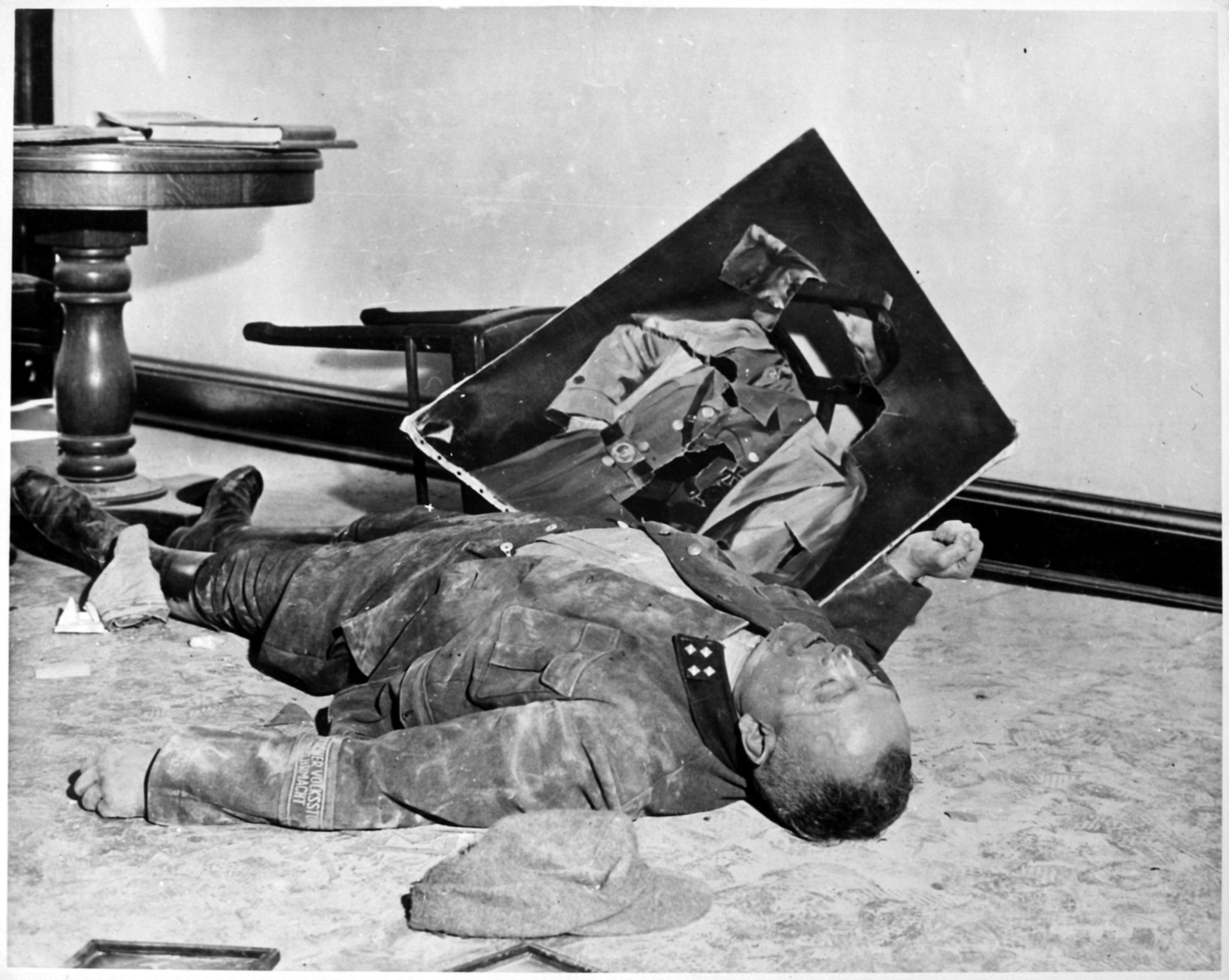
تقرأ جثة زعيم كتيبة فولكسستور والتر دونيك بجوار صورة ممزقة لهتلر. انتحر في قاعة المدينة لايبزيغ ، ألمانيا في 19 أبريل 1945.

كانت هناك عدة أسباب وراء قرار بعض الألمان إنهاء حياتهم في الأشهر الأخيرة من الحرب. أولاً، بحلول عام 1945، خلقت الدعاية النازية الخوف بين شرائح السكان من الغزو العسكري الوشيك لبلدهم من قبل السوفييت أو الحلفاء الغربيين. أفلام إعلامية من وزارة التنوير العام والدعاية في الرايخ وجهت انتقادات متكررة للجمهور حول سبب عدم استسلام ألمانيا، وأخبرت الناس أنهم يواجهون خطر التعذيب والاغتصاب والموت عند الهزيمة، لم تكن هذه المخاوف بلا أساس، حيث تم اغتصاب العديد من الألمان، في الغالب كانت من قبل الجنود السوفييت. كانت حالات الاغتصاب متنازع عليه، لكنه بالتأكيد شهدت مئات الآلاف من الحوادث، وفقًا لمعظم المؤرخين الغربيين.
ثانيًا، تم تلقين العديد من النازيين عقيدة الولاء المطلق للحزب ومعه أيديولوجيته الثقافية المتمثلة في تفضيل الموت على العيش في حالة هزيمة. أخيرًا، قتل آخرون أنفسهم لأنهم يعرفون ما سيحدث لهم بعد الهزيمة. أوضح السوفييت والأمريكيون والبريطانيون في عام 1943، بإعلان موسكو، أن كل من يُعتبر مجرمي حرب سيواجهون الأحكام. لذلك، كان العديد من مسؤولي الحزب والعسكريين على دراية بأنهم سيواجهون عقوبة شديدة بسبب سلوكهم أثناء الحرب.
حدثت حالات الانتحار في ثلاث موجات متتالية:
- بدأت المرحلة الأولى في أوائل يناير 1945، عندما أعادت القوات السوفيتية ألمانيا إلى أراضيها في شرق بروسيا وسيليسيا.

- المرحلة الثانية حدثت في أبريل ومايو عندما انتحر العديد من مسؤولي الحزب النازي وكبار العسكريين. وصلت معدلات الانتحار إلى ذروتها في برلين في أبريل 1945 عندما قتل 3881 شخصًا أنفسهم خلال معركة برلين. في هذه المرحلة انتحر أدولف هتلر وجوزيف جوبلز مع زوجتيهما. كما قتلت ماغدا جوبلز أطفالها (من خلال إعطائهم أقراص السيانيد المسحوقة) بنفس الوقت.

- حدثت المرحلة الأخيرة بعد استيلاء الحلفاء على ألمانيا، بشكل أساسي في الأراضي التي احتلها الجيش الأحمر، غالبًا ردًا على عمليات اغتصاب ونهب واسعة النطاق من قبل الجنود السوفييت (راجع الانتحار الجماعي في دمين).[4][5][6]

يشير حجم موجات الانتحار إلى أن الخوف والقلق كانا من الدوافع الشائعة. كما كان هناك عدد كبير من حالات الانتحار الأسري أو حالات القتل الانتحاري حيث قتل الآباء والأمهات أنفسهم وأطفالهم.

### تشجيع الدولة
كانت الرغبة في الانتحار قبل قبول الهزيمة فكرة نازية أساسية خلال الحرب العالمية الثانية. أعلن أدولف هتلر عن تفضيله للموت على الهزيمة في خطاب ألقاه أمام الرايخستاغ أثناء غزو بولندا عام 1939 ، قائلاً: 
| حالات الانتحار الجماعي في ألمانيا النازية عام 1945 | أتمنى الآن ألا أكون سوى الجندي الأول للرايخ الألماني. لذلك ارتديت ذلك القميص الذي كان دائمًا أعز وأقدس بالنسبة لي. لن أخلعه مرة أخرى إلا بعد النصر لنا ، أو لن أعيش لأرى اليوم | حالات الانتحار الجماعي في ألمانيا النازية عام 1945 |

عندما أصبح واضحًا أن النازيين كانوا على وشك خسارة الحرب، تحدث قادة ألمانيا (بما في ذلك جوبلز وهتلر) علنًا لصالح الانتحار كخيار. أعلن هتلر في 30 أغسطس 1944 خلال إحاطة عسكرية، «إنها فقط [جزء] من الثانية. ثم يتم تخليص المرء من كل شيء ويجد الهدوء والسلام الأبدي». شارك العديد من مؤيدي الأيديولوجية والحزب النازي الرسالة للاشتراكية الوطنية وتطلعوا إلى إنهاء حياتهم. أدت سنوات من التعرض للدعاية النازية أيضًا إلى افتراض العديد من الألمان أن الانتحار هو السبيل الوحيد للخروج.
يُعتقد أن تمجيد الموت قد نشأ مع النضال النازي بعد الحرب العالمية الأولى على السلطة والوفاة المبكرة للنشطاء النازيين مثل هورست فيسل. وبنفس الطريقة، كان من المفترض أن يُنظر إلى حالات انتحار القادة النازيين على أنها تضحيات بطولية. في خطاب إذاعي في 28 فبراير 1945 (تم تداوله في معظم الصحف في الرايخ في 1 مارس)، أعلن جوزيف جوبلز في الإذاعة العامة أنه إذا هُزمت ألمانيا، فسوف «يتخلص من حياته بمرح» كما فعل كاتو الأصغر. في 28 مارس من نفس العام، نشرت الصحيفة النازية فولكشر بيوباختر مقالاً بعنوان «خطر حياة المرء» بقلم فيلهلم بليير، دعا فيه الألمان إلى القتال حتى الموت.
تم تعزيز جو الانتحار من خلال تقرير النازيين عن العديد من المقابر الجماعية السوفيتية والفظائع الأخرى التي ارتكبها NKVD والجيش الأحمر قرب نهاية الحرب. حذر منشور نازي وزع في فبراير 1945 في الأراضي التشيكية القراء الألمان من «مجموعة القتلة البلشفية» التي سيؤدي انتصارها إلى «كراهية لا تصدق ونهب وجوع وإطلاق النار في مؤخرة العنق والترحيل والإبادة» وناشد الألمان الرجال «لإنقاذ النساء والفتيات الألمانيات من الإساءة والقتل من قبل كلاب الدم البلشفية». أدت هذه المخاوف، وتصوير «البلاشفة السوفييت» على أنهم وحوش شبه بشرية، إلى عدد من حالات الانتحار الجماعي في ألمانيا الشرقية. قالت كاتبة في مدينة شونلانكي داخل بوميرانيا: "خوفًا من هذه الحيوانات القادمة من الشرق، أنهى العديد من سكان شونلانكي حياتهم. (حوالي 500 منهم) تم القضاء على عائلات بأكملها بهذه الطريقة." كان الخوف من الاحتلال السوفييتي كبيرًا لدرجة أنه حتى الأشخاص الذين يعيشون بعيدًا عن الخطوط السوفيتية، قتلوا أنفسهم خوفًا مما قد يفعله الجنود السوفييت بهم. لعب سلوك القوات السوفيتية دورًا أيضًا، حيث انتحر العديد من الألمان لتجنب الاغتصاب أو خجلًا من تعرضهم للاغتصاب. بالإضافة إلى ذلك، يُعتقد أن العديد من حالات الانتحار حدثت بسبب الاكتئاب الذي تسبب فيه أو تفاقم بسبب العيش في منطقة حرب بين الأنقاض.

## طرق الانتحار

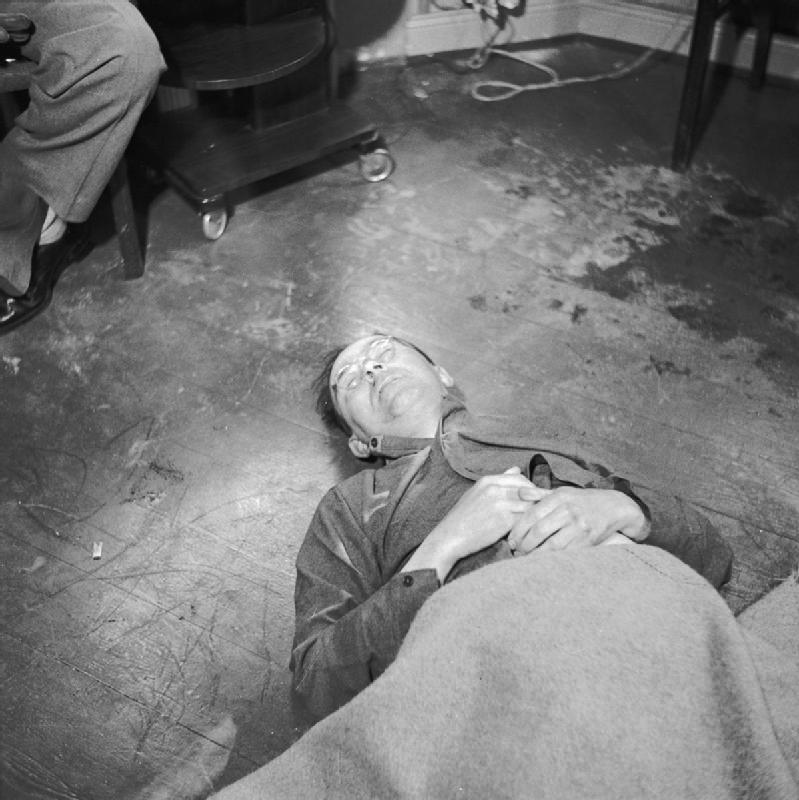
جثة هيملر بعد انتحاره بالسم في حجز الحلفاء، 1945

كانت كبسولات السيانيد إحدى أكثر الطرق شيوعًا التي قتل فيها الناس أنفسهم في الأيام الأخيرة من الحرب. في 12 أبريل 1945، وزع أعضاء من شباب هتلر حبوب السيانيد على أعضاء الجمهور خلال الحفلة الموسيقية الأخيرة لأوركسترا برلين الموسيقية. قبل انتحارهم في قبو الفوهرر، وتأكد هتلر من أن جميع موظفيه قد حصلوا على كبسولات سامة.
في مارس 1945، طبع البريطانيون بطاقة بريدية سوداء باللغة الألمانية، يُفترض أنها صادرة عن الحكومة النازية، تقدم تعليمات مفصلة حول كيفية شنق النفس بأقل قدر من الألم. هناك العديد من الحالات الموثقة حيث قتل الآباء أطفالهم قبل أن يقتلوا أنفسهم.
غالبًا ما استخدم أفراد القوات المسلحة الألمانية الأسلحة لإنهاء حياتهم. على سبيل المثال، قام إرنست روبرت جراويتز بقتل نفسه وعائلته بقنبلة يدوية، وأطلق جنرالات مثل فيلهلم برجدورف وهانز كريبس النار على رأسهم بمسدساتهم، وفجر جوزيف تيربوفن نفسه في القبو، بتفجير 50 كجم (110 رطل) من الديناميت.